# مقاطعة دولت آباد
دولت آباد هي مقاطعة أفغانية في ولاية فارياب. قدر عدد سكان المقاطعة بـ95800 في عام 2009.
مركز المقاطعة هو بلدة دولت آباد (عدد سكانها 5000) وتقع في36°26′14″N 64°55′22″E / 36.4372°N 64.9228°E، ارتفاع 447 مترًا، على الطريق من شيبرغان إلى ميمنة. في وقت من الأوقات كان به بازار يضم 180 متجرًا و خان. دولت آباد هي مركز السجاد في شمال أفغانستان.
من 24 أبريل و 7 مايو 2014، أدت الفيضانات المفاجئة الناجمة عن هطول الأمطار الغزيرة إلى تدمير المرافق العامة والطرق والأراضي الزراعية. وداخل قرى خير آباد وقريش والشيخ هه وبوبالزاي وقزيباي قلعة وجاري باغ وتخت إيشان، تضررت 486 عائلة، وقتل 5 أشخاص، ونفق 250 رأسًا من الماشية، وتضرر 5000 جريب من الأراضي الزراعية.
استولت طالبان على مقاطعة دولت آباد في يونيو 2021، مما أسفر عن مقتل ما لا يقل عن 24 كوماندوس أفغاني وخمسة من ضباط الشرطة في هذه العملية. وكان من بين القتلى الرائد سهراب عظيمي نجل الجنرال المتقاعد ظاهر عظيمي. تمت ترقيته بعد وفاته إلى رتبة عميد.